# For France
For France è un film muto del 1917 diretto da Wesley H. Ruggles (Wesley Ruggles),

## Produzione
Il film fu prodotto dalla Vitagraph Company of America (come A Blue Ribbon Feature). Alcune scene furono girate a Huntington, a Long Island. Le riprese della battaglia della Marna vennero effettuate tra Huntington e Centerport usando 400 soldati dell'Esercito statunitense.
Ci sono fonti che divergono sull'attribuzione del direttore della fotografia: alcune fanno il nome di Jules Cronjager, mentre altre quello di Henry Cronjager.

## Distribuzione
Distribuito dalla Greater Vitagraph (V-L-S-E), il film uscì nelle sale cinematografiche statunitensi il 17 settembre 1917.
Non si conoscono copie ancora esistenti della pellicola che viene considerata presumibilmente perduta.